# Strandgröppa
Strandgröppa (Phlebia tremelloidea) är en svampart som först beskrevs av Giacopo Bresàdola, och fick sitt nu gällande namn av Erast Parmasto 1967. Phlebia tremelloidea ingår i släktet Phlebia och familjen Meruliaceae.   Inga underarter finns listade i Catalogue of Life.
I den svenska databasen Dyntaxa används istället namnet Phlebia lindtneri för samma taxon.  Arten är reproducerande i Sverige.